# Club Sport Emelec 2001
Questa voce raccoglie le informazioni riguardanti il Club Sport Emelec nelle competizioni ufficiali della stagione 2001.

## Stagione
L'Emelec deve competere su tre fronti: oltre alla Serie A, partecipa alla Coppa Libertadores e alla Coppa Merconorte. Nel ruolo di portiere titolare si alternano Aragón e Viteri, mentre, tra i giocatori di movimento, i principali componenti della rosa sono Porozo in difesa, Candelario, Hidalgo e Sánchez a centrocampo e Juárez in attacco; quest'ultimo diviene anche capocannoniere del campionato, grazie alle 17 reti segnate. Nell'Apertura 2001 il club si classificò al 6º posto, con 24 punti; nel Clausura, invece, il 1º posto consente alla formazione di Sevilla la qualificazione al girone finale. Nell'ultima fase l'Emelec vince 6 delle 10 gare, e con 22 punti si laurea campione d'Ecuador. In Libertadores viene eliminato agli ottavi dagli argentini del River Plate, mentre in Merconorte giunge fino in finale; viene poi superato dai colombiani del Millonarios.

## Maglie e sponsor
Lo sponsor tecnico è Reebok, mentre lo sponsor ufficiale è Cerveza Club.
| Casa | Trasferta |

## Rosa
| N. |                      | Ruolo | Calciatore           |
| -- | -------------------- | ----- | -------------------- |
|    | Ecuador (bandiera)   | P     | Rorys Aragón         |
|    | Ecuador (bandiera)   | P     | Daniel Viteri        |
|    | Ecuador (bandiera)   | P     | Juan Carlos Zambrano |
|    | Argentina (bandiera) | D     | Pedro Aguirrez       |
|    | Ecuador (bandiera)   | D     | Enrique Baquerizo    |
|    | Ecuador (bandiera)   | D     | John Cagua           |
|    | Ecuador (bandiera)   | D     | Pavel Caicedo        |
|    | Ecuador (bandiera)   | D     | Wilson Carabalí      |
|    | Ecuador (bandiera)   | D     | Franklin Corozo      |
|    | Ecuador (bandiera)   | D     | Carlos Quiñónez      |
|    | Ecuador (bandiera)   | D     | Bebeto Quinteros     |
|    | Ecuador (bandiera)   | D     | Juan Triviño         |
|    | Ecuador (bandiera)   | D     | Luis Zambrano        |
|    | Ecuador (bandiera)   | C     | José Aguirre         |
|    | Ecuador (bandiera)   | C     | Walter Ayoví         |
|    | Ecuador (bandiera)   | C     | Richard Borja        |
|    | Ecuador (bandiera)   | C     | Jaime Caicedo        |

| N. |                      | Ruolo | Calciatore         |
| -- | -------------------- | ----- | ------------------ |
|    | Ecuador (bandiera)   | C     | Moisés Candelario  |
|    | Argentina (bandiera) | C     | Darío Fabbro       |
|    | Ecuador (bandiera)   | C     | Carlos Hidalgo     |
|    | Ecuador (bandiera)   | C     | Rómulo Lara        |
|    | Ecuador (bandiera)   | C     | Rafael Manosalvas  |
|    | Ecuador (bandiera)   | C     | Luis Moreira       |
|    | Ecuador (bandiera)   | C     | Joffre Pachito     |
|    | Ecuador (bandiera)   | C     | Wellington Sánchez |
|    | Ecuador (bandiera)   | A     | Moisés Cuero       |
|    | Ecuador (bandiera)   | A     | Cristian Gómez     |
|    | Ecuador (bandiera)   | A     | Carlos Juárez      |
|    | Argentina (bandiera) | A     | Alejandro Kenig    |
|    | Ecuador (bandiera)   | A     | Christian Peralta  |
|    | Ecuador (bandiera)   | A     | Roberto Ponce      |
|    | Ecuador (bandiera)   | A     | Otilino Tenorio    |
|    | Ecuador (bandiera)   | A     | Jack Villafuerte   |

## Statistiche

### Statistiche di squadra
| Competizione       | Punti | Totale | Totale | Totale | Totale | Totale | Totale |
| Competizione       | Punti | G      | V      | N      | P      | Gf     | Gs     |
| ------------------ | ----- | ------ | ------ | ------ | ------ | ------ | ------ |
| Serie A            | 81    | 46     | 23     | 9      | 14     | 63     | 52     |
| Coppa Libertadores | 12    | 8      | 3      | 3      | 2      | 9      | 11     |
| Coppa Merconorte   | 17    | 10     | 4      | 5      | 1      | 15     | 8      |
| Totale             | 110   | 64     | 30     | 16     | 17     | 87     | 71     |